# Days to Come
| Recensione      | Giudizio |
| --------------- | -------- |
| Okayplayer      | [ 1 ]    |
| Prefix Magazine | (9.0/10) |

Days to Come è il terzo album studio del musicista britannico Bonobo.
È stato pubblicato il 2 ottobre 2006 per Ninja Tune, una etichetta indipendente. È stato prodotto in due edizioni: standard e limitata. Quest'ultima è formata da un disco aggiuntivo contenente la versione strumentale delle tracce ufficiali.
"Ketto" è stata utilizzata nel 2007 come colonna sonora per la pubblicità dell'automobile Citroën C4 Picasso.
"Hatoa" utilizza dei sample dalla canzone "Light Flight" dei Pentangle.

## Tracce
1. "Intro" - 0:54
2. "Days to Come" (feat. Bajka) - 3:49
3. "Between the Lines" (feat. Bajka) - 4:36
4. "The Fever" - 4:21
5. "Ketto" - 5:06
6. "Nightlite" (feat. Bajka) - 5:09
7. "Transmission 94 (parts 1 & 2)" - 7:57
8. "On Your Marks" - 4:09
9. "If You Stayed Over" (feat. Fink) - 5:23
10. "Walk in the Sky" (feat. Bajka) - 4:34
11. "Recurring" - 5:06

## Tracce aggiuntive dell'edizione limitata
1. "Days to Come (strumentale)"
2. "Between the Lines (strumentale)"
3. "Nightlite (Versione demo)"
4. "If You Stayed Over (strumentale)"
5. "If You Stayed Over (Reprise)"
6. "Walk in the Sky (strumentale)"
7. "Hatoa"

- tutte le canzoni sono state scritte da Simon Green